# Alfredo Bovet
Alfredo Bovet (Cully (Vaud), Suïssa, 6 de maig de 1909 - Renens, Suïssa, 15 de gener de 1993) va ser un ciclista italià d'origen suís. Fou professional entre 1930 i 1945, aconseguint una vintena de victòries, entre les quals destaquen la Milà-Sanremo de 1932 i la Volta a Catalunya de 1933.
A partir de 1937 centrà els seus esforços en el ciclisme en pista, en què aconseguí diversos èxits, però menors respecte als assolits en carretera.

## Palmarès
- 1930
  - 1r a la Copa Zanardelli
- 1931
  - 1r de la Copa Crespi a Legnano
  - 1r de la Copa Bernocchi
  - 1r de la Copa Catene Regina
  - 1r de la Targa Legnano
  - 1r de la Copa Bourgeugnon a Dairago
  - 1r de la Copa San Geo
- 1932
  - 1r de la Milà-Sanremo
  - 1r de la Florència-Roma
- 1933
  -  1r de la Volta a Catalunya i vencedor de 2 etapes
  - 1r de les Tres Valls Varesines
- 1934
  - Vencedor de 2 etapes del Giro de la Província de Milà
- 1935
  - 1r de la Copa Ciutat de Busto Arsizio
  - Vencedor de 2 etapes del Giro de la Província de Milà
- 1936
  - 1r del Critèrium d'obertura

### Resultats al Giro d'Itàlia
- 1931. 13è de la classificació general
- 1932. 45è de la classificació general
- 1933. 4t de la classificació general
- 1934. Abandona (10a etapa)
- 1935. 56è de la classificació general
- 1936. 31è de la classificació general
- 1937. Abandona (11a etapa B)